# Atheta vestita
Atheta vestita är en skalbaggsart som först beskrevs av Johann Ludwig Christian Gravenhorst 1806.  Atheta vestita ingår i släktet Atheta, och familjen kortvingar. Arten är reproducerande i Sverige.